# Desplaçament químic
En el camp de la ressonància magnètica nuclear (RMN), el desplaçament químic és la freqüència ressonant d'un nucli relativa a un estàndard. Normalment el valor i el nombre de desplaçaments químics es poden usar per a investigar l'estructura d'una molècula. Els desplaçaments químics també s'usen per descriure els senyals en altres tipus d'espectroscòpia, com l'espectroscòpia de fotoemissió.
Alguns nuclis atòmics posseeixen un moment magnètic (espín nuclear), que dona lloc a diferents nivells d'energia i freqüències ressonants en un camp magnètic. El camp magnètic total que experimenta un nucli inclou camps magnètics locals induïts pels corrents d'electrons en els orbitals moleculars (i noteu que els electrons també tenen un moment magnètic). La distribució dels electrons per a un tipus de nucli determinat (per exemple, ¹H, 13C, 15N) sol dependre de la geometria local al nucli (amb quins altres nuclis està enllaçat, la llargada dels enllaços, els angles entre enllaços, ...) i, per tant, el camp magnètic local a cada nucli també varia. Aquesta variació queda reflectida en els nivells energètics d'espín i a la freqüència ressonant. La variació de les freqüències ressonants per a un mateix tipus de nucli, causades per les diferències en la distribució d'electrons, s'anomena desplaçament químic. La magnitud del desplaçament químic se sol donar respecte a una freqüència de referència, normalment d'una molècula on la distribució dels electrons no està molt distorsionada.

## Freqüència operacional
La freqüència operacional (o Larmor) {\displaystyle \omega _{0}} d'un imant es calcula a partir de l'equació de Larmor
{\displaystyle \omega _{0}=\gamma B_{0}\,}
on {\displaystyle B_{0}} és la força real de l'imant en unitats de tesles o gauss, i {\displaystyle \gamma } és la fracció giromagnètica del nucli que s'està investigant, que es pot calcular a partir del seu moment magnètic {\displaystyle \mu }, el seu nombre quàntic d'espín {\displaystyle I}, el magnetó nuclear {\displaystyle \mu _{N}} i la constant de Planck h:
{\displaystyle \gamma ={\frac {\mu \,\mu _{N}}{hI}}\,}
Per tant, la freqüència operacional del protó per a un camp magnètic d'1 T es pot calcular com a:
{\displaystyle \omega _{0}=\gamma B_{0}={\frac {2.79\times 5.05\times 10^{-27}\,{\rm {J/T}}}{6.62\times 10^{-34}\,{\rm {Js}}\times \left({1/2}\right)}}\times 1\,{\rm {T}}=42.5\,{\rm {MHz}}\,}

## Referència del desplaçament químic
El desplaçament químic δ se sol expressar en parts per milió (ppm) de freqüència, perquè es calcula a partir de:
{\displaystyle \delta ={\frac {\mbox{diferència entre una freqüència ressonant i la corresponent d'una substància de referència}}{\mbox{ freqüència operacional de l'espectròmetre}}}}
Ja que el numerador normalment té unitat d'hertz, i el denominador de megahertz, delta s'expressa en ppm.
Les freqüències detectades (en Hz) per als nuclis ¹H, 13C, i 29Si se solen referenciar amb TMS (tetramethylsilane) o DSS, als quals s'assigna un desplaçament químic zero. Altres materials s'usen d'estàndard per a altres tipus de nuclis.
Per exemple, un senyal RMN que absorbeix a 300 Hz més que TMS a una freqüència applicada de 300 MHz té un desplaçament químic de:
{\displaystyle {\frac {300\,{\rm {Hz}}}{300\times 10^{6}\,{\rm {Hz}}}}=1\times 10^{-6}=1\,{\rm {ppm\,}}}
Tot i que la freqüència depèn del valor del camp magnètic extern, el desplaçament químic n'és independent. Per altra banda, la resolució de la RMN incrementa amb la magnitud del camp magnètic extern donant lloc a desplaçaments químics que també incrementen.

## El camp magnètic induït
Els electrons al voltant del nucli circulen en un camp magnètic i creen un camp magnètic induït secundari. Aquest segon camp s'oposa al camp extern segons la llei de Lenz i els àtoms amb els camps induïts més grans (degut a una major densitat d'electrons) s'anomenen apantallats, relativament als que tenen una densitat electrònica menor. L'entorn químic d'un àtom pot influenciar la seva densitat d'electrons mitjançant l'efecte polar. Per exemple, el grup alquil que dona electrons porta a un apantallament major, mentre que el grup nitro que menlleva electrons porta a un apantallament menor. No només aquests substituts ocasionen camps magnètics locals induïts. Els electrons als enllaços també poden causar major o menor apantallament. Un exemple interessant d'aquest últim efecte són els enllaços pi al benzè. Corrents circulars al llarg d'un sistema hiperconjugat causen un major apantallament al centre de les molècules acompanyat d'un menor apantallament als voltants. Variacions en el desplaçament químic es poden explicar a partir de la magnitud de l'apantallament.
Els nuclis ressonen en un rang ampli a l'esquerra (i ocasionalment a la dreta) de l'estàndard intern. Quan un senyal es detecta amb un desplaçament químic major:
- el camp magnètic efectiu és menor, si la freqüència ressonant és fixa,
- la freqüència és major, quan el camp magnètic extern és estàtic,
- el nucli té un apantallament menor, o
- el senyal es paramagnètic o camp baix.

En canvi, un desplaçament químic menor s'anomena desplaçament diamagnètic o camp alt, i sofreix un major apantallament.

## Apantallament diamagnètic
En molècules reals els protons estan envoltats per un núvol de càrrega causat pels enllaços i àtoms adjacents. Quan hi ha un camp magnètic extern (B0) els electrons circulen per produir un camp magnètic induït (Bi) que s'oposa al camp extern. El camp magnètic efectiu al nucli és B = B0 − Bi. Aleshores es diu que el nucli experimenta apantallament diamagnètic.

## Factors que influeixen el desplaçament químic
Factors importants que influeixen el desplaçament químic són la densitat d'electrons, l'electronegativitat dels grups veïns, i l'anisotropia dels efectes magnètics induïts.
La densitat electrònica apantalla un nucli del camp extern. Per exemple, a la RMN de protons, l'ió tropylium que manca electrons té protons a camp baix a 9.17 ppm, mentre que l'anió cyclooctatetraenyl que té excés d'electrons té camp alt de 6.75 ppm, i el seu dianió encara el té més alt a 5.56 ppm.
Un nucli al costat d'un àtom electronegatiu experimenta una densitat d'electrons reduïda i el nucli per tant té un apantallament menor. En la RMN de protons per a aloalcans (CH₃X) el desplaçament químic dels protons de metil incrementa en l'ordre I < Br < Cl < F des de 2.16 ppm fins a 4.26 ppm com a reflex d'aquesta tendència. En la RMN de carboni, el desplaçament químic dels nuclis de carboni incrementa en el mateix ordre d'uns 10 ppm a 70 ppm. Quan l'àtom electronegatiu es desplaça més lluny, l'efecte disminueix fins que arriba a un punt on ja no es pot observar.
L'anisotropia dels efectes magnètics induïts és deguda a un camp magnètic local induït experimentat per un nucli i que sorgeix a partir de corrents d'electrons. Aquest pot ser paramagnètic quan és paral·lel al camp extern, o diamagnètic quan es contrari a aquest. S'observa als alquens on el doble enllaç s'orienta perpendicular al camp extern amb els electrons pi circulant-li també perpendicularment. Les línies de camp induïdes són paral·leles al camp extern allà on hi ha els protons alquens, que per tant tenen un desplaçament camp baix en el rang 4.5 ppm a 7.5 ppm. L'espai tridimensional en el qual un nucli experimenta un desplaçament diamagnètic s'anomena la zona d'apantallament i té forma de cone alineat amb el camp extern.
Els protons en els compostos aromàtics sofreixen desplaçaments de camp baix encara majors, per exemple al benzè a 7.73 ppm com a conseqüència d'un anell de corrent diamagnètic.
En canvi, els protons alquins ressonen a camp alt en el rang 2-3 ppm. Per a alquins l'orientació més efectiva és la que presenta el camp magnètic extern paral·lel amb la circulació d'electrons al voltant de l'enllaç triple. D'aquesta manera els protons acetilènics estan localitzats a la zona d'apantallament cònica i duen al desplaçament de camp alt.

## Les propietats magnètiques dels nuclis més comuns
Els nuclis ¹H i 13C no són els únics susceptibles als experiments de RMN. Altres nuclis també es poden detectar, tot i que l'ús d'aquestes tècniques és rar degut a la sensitivitat dels experiments relativa a la del nucli ¹H. L'altre motiu pel seu rar ús és la seva poca presència en la natura i en compostos orgànics.
| Isòtop                                | Abundància natural (%) | Nombre d'espín l | Moment magnètic μ | Moment elèctric quadrupolar (e×10−24 cm²) | Freqüència operativa a 7 T (MHz) | Sensitivitat relativa |
| ------------------------------------- | ---------------------- | ---------------- | ----------------- | ----------------------------------------- | -------------------------------- | --------------------- |
| ¹H                                    | 99.984                 | 1/2              | 2.79628           |                                           | 300.13                           | 1                     |
| ²H                                    | 0.016                  | 1                | 0.85739           | 2.8 x 10−3                                | 46.07                            | 0.0964                |
| ¹⁰B                                   | 18.8                   | 3                | 1.8005            | 7.4 x 10−2                                | 32.25                            | 0.0199                |
| 11B                                   | 81.2                   | 3/2              | 2.6880            | 2.6 x 10−2                                | 96.29                            | 0.165                 |
| 12C                                   | 98.9                   | 0                |                   |                                           |                                  |                       |
| 13C                                   | 1.1                    | 1/2              | 0.70220           |                                           | 75.47                            | 0.0159                |
| ¹⁴N                                   | 99.64                  | 1                | 0.40358           | 7.1 x 10−2                                | 21.68                            | 0.00101               |
| 15N                                   | 0.37                   | 1/2              | −0.28304          |                                           | 30.41                            | 0.00104               |
| ¹⁶O                                   | 99.76                  | 0                |                   |                                           |                                  |                       |
| 17O                                   | 0.0317                 | 5/2              | −1.8930           | −4.0 x 10−3                               | 40.69                            | 0.0291                |
| 19F                                   | 100                    | 1/2              | 2.6273            |                                           | 282.40                           | 0.834                 |
| 28Si                                  | 92.28                  | 0                |                   |                                           |                                  |                       |
| 29Si                                  | 4.70                   | 1/2              | −0.55548          |                                           | 59.63                            | 0.0785                |
| 31P                                   | 100                    | 1/2              | 1.1205            |                                           | 121.49                           | 0.0664                |
| 35Cl                                  | 75.4                   | 3/2              | 0.92091           | −7.9 x 10−2                               | 29.41                            | 0.0047                |
| 37Cl                                  | 24.6                   | 3/2              | 0.68330           | −6.2 x 10−2                               | 24.48                            | 0.0027                |
| Propietats magnètics de nuclis comuns |                        |                  |                   |                                           |                                  |                       |

¹H, 13C, 15N, 19F i 31P són els cinc nuclis amb major importància a experiments de RMN:
- ¹H degut a l'alta sensitivitat i la seva abundància en compostos orgànics
- 13C perquè és un component central en els compostos orgànics a pesar de la seva baixa abundància (1,1%) comparat amb l'isòtop de carboni principal,12C, que té espín 0 i, per tant, es inactiu en termes de la RMN.
- 15N perquè és un component important en biomolècules com proteïnes i ADN
- 19F degut a la seva alta sensitivitat
- 31P perquè és molt present en compostos orgànics i és relativament sensible

## Altres desplaçaments químics
El desplaçament Knight (observat per primera vegada l'any 1949) apareix als metalls purs. El desplaçament químic de la RMN en la seva forma present va ser publicat per primera vegada l'any 1950. Desplaçaments químics amb un significat diferent apareixen en l'espectroscòpia de rajos X fotoelectrònica com al desplaçament de nivells energètics del centre atòmic causats per un entorn químic concret. El terme també és usat en l'espectroscòpia Mössbauer, on de forma semblant a la RMN fa referència al desplaçament en la posició del pic degut a l'entorn químic. Com al cas del desplaçament químic de la RMN, reflecteix la densitat d'electrons al nucli.